# دیوردی کوزمان
دیوردی کوزمان (مجاری: György Kozmann؛ زادهٔ ۲۳ مارس ۱۹۷۸) قایقران کانو اهل مجارستان است.